# چارلی ویت
چارلی ویت (به انگلیسی: Charlie Waite) ( متولد:۱۹۴۹) در انگلستان است. او عکاس منظره است. چارلی ویت بیشتر عکس‌هایش را با دوربین قطع متوسط هاسلبلاد ۶*۶ گرفته است. وی اکنون اکثر عکس‌هایش را با همان دوربین و پشتی دیجیتال می‌گیرد.
چارلی ویت در سال ۲۰۱۴ جایزه پژوهشی را از جامعه عکاسان سلطنتی دریافت نمود. وی سخنرانی‌هایی در سراسر بریتانیا، اروپا و آمریکا داشته است. چارلی ویت کتاب‌های متعددی در زمینه عکاسی منتشر کرده است. او برای گرفتن بعضی از عکس‌هایش ساعت‌ها انتظار کشیده تا لحظه مورد نظرش فرا برسد تا عکس دلخواهش را ثبت کند.